# ВандаВизија
ВандаВизија (енгл. WandaVision) америчка је телевизијска мини-серија коју је креирала Жак Шефер за стриминг услугу Disney+, на основу ликова Ванде Максимов / Гримизне Вештице и Визије Marvel Comics-а. Смештена је у Марвелов филмски универзум и дели континуитет са филмовима овог серијала. Догађаји у серији су смештени након радње филма Осветници: Крај игре из 2019. године. Шефер је радила као главни писац, Мет Шекман је био редитељ.
Елизабет Олсен и Пол Бетани поновили су своје улоге из филмова, као Гримизна Вештица и Визија. У осталим улогама су Тејона Парис, Кет Денингс, Рандал Парк и Кетрин Хан. До септембра 2018. године, Марвел студио је најавио бројне серије за Дизни+, чије се радње одвијају око споредних ликова из филмског серијала као што су Максимова и Визија, са Олсеновом и Бетанијем за које се очекивало да ће поново тумачити ове улоге. Жак Шефер је унајмљена у јануару 2019. године, а серија је званично потврђена у априлу, док се Шекман придружио у августу исте године. Снимање је почело у новембру 2019. године у Атланти, пре него што је продукција заустављена у марту 2020. због пандемије ковида 19. Шекман је почео уређивање у ово време, пре него што је продукција настављена у Лос Анђелесу и завршена тог новембра.
Прве две епизоде издате су 15. јануара 2021. године, а серија се састоји од девет епизода, завршивши се 5. марта исте године. Представља прву серију у четвртој фази МФУ-а. Серија је добила похвале критичара због рекреирања старих комедија ситуације и због извођења глумачке екипе, посебно Олсенове, иако су неки критиковали финале. О серији су нашироко расправљали и анализирали обожаваоци темељени на различитим популарним теоријама, као и коментатори због истраживања туге и носталгије. Серија је добила бројна признања, укључујући 23 номинације за награду Еми за ударне термине. ВандаВизија директно поставља филм Доктор Стрејнџ у мултиверзуму лудила (2022), у којем је Олсенова поновила своју улогу Максимове.

## Радња
Постављена три недеље након догађаја из филма Осветници: Крај игре (2019), Ванда Максимов и Визија живе идиличним приградским животом у граду Вествјуу, покушавајући да прикрију своју праву природу. Како почињу да улазе у нове деценије и сусрећу се са телевизијским троповима, пар сумња да ствари нису онакве како изгледају.

## Улоге и ликови
- Елизабет Олсен као Ванда Максимов / Гримизна Вештица:
Осветник који може да искористи магију хаоса, укључи се у телепатију и телекинезу и промени стварност.[4][5] Олсенова је рекла да серија доноси лика више у складу са верзијом стрипа, укључујући приказ њене менталне болести[6] и представљање надимка „Гримизна Вештица” који раније није коришћен у Марвеловом филмском универзуму (МФУ).[7] Извршни продуцент Кевин Фајги додао је да серија истражује обим и порекло Вандиних моћи. Олсенова је осећала да је њено „власништво” над Вандом ојачано током развоја серије,[8] што јој је омогућило да истражи нове делове личности лика, попут хумора и дрскости.[9]‍:30 Била је одушевљена што се серија Вандавизија усредсређује на Ванду, уместо да јој прича причу „кроз текстове свих осталих” као у филмовима и продата је придруживањем серији када је Фајги споменуо одређене стрипове Гримизне Вештице који су инспирисали серију Вандавизија.[3] На Олсенин наступ су утицале Мери Тајлер Мур, Елизабет Монтгомери и Лусил Бол.[10] Михаела Расел тумачи младу Ванду.
- Пол Бетани as Визија:
Андроид и бивши Осветник створен користећи вештачку интелигенцију Џарвис и Ултрон као и Камен ума,[4] који је убијен у филму Осветници: Рат бескраја (2018).[7] Бетани приказује нову верзију лика коју је Ванда створила у својој стварности из дела Камена ума који живи у Ванди и који је оличење њене туге, наде и љубави.[11][12] С обзиром на ово, Бетани је овог Визију описао као „пристојним и часним” и за ког су на њега утицали наступи Дика ван Дајка и Хјуа Лорија.[10] Бетани такође глуми оригиналног лика, који се назива „Визија”, ког поново саставља и реактивира Сорд (Одељење за посматрање и реаговање на осетљиво оружје). Та верзија има потпуно бели изглед сличан оном када је лик из стрипа васкрсао са потпуно белим телом и без његових сећања и осећања.[13] Бетани је разликовало две верзије приказујући Визију као познатим и застрашујућим у исто време.[14]
- Дебра Џо Рап као Шерон Дејвис: Становница Вествјуа и Тодова супруга, која глуми „госпођу Харт”, комшиницу Ванде и Визије, у измишљеном комедији ситуације Вандавизија.[15][16][17]
- Фред Меламед као Тод Дејвис:
Становник Вествјуа и Шеронин супруг, који глуми „Артура Харта”, комшију Ванде и Визије и Визијиног шефа, у измишљеној комедији ситуације Вандавизија.[15][16][17]
- Кетрин Хан као Агата Харкнес:
Вештица која се маскира под „Агнес”, Вандина и Визијина „радознала комшиница” у оквиру измишљене комедије ситуације Вандавизија.[3][18]  Ханова је описала Агнес као комшиницу „која на крају ноћи неће сићи са свог кауча” и која је „увек у [њиховом] послу”.[8] Ханова је била фасциниран „ударцима адреналина и хуманости” које је МФУ пружио и чињеницом да је имао „дах људске магије”.[3] Ханова је Агатину везу са Вандом упоредила са везом Антониа Салијерија са Волфгангом Амадеусом Моцартом, верујући да је Агати „излуђујуће” кад је видела да магија толико природно долази Ванди након што је провела векове проучавајући је.[19] Агата је првобитно замишљена као више менторска фигура Макимове, пре него што су је писци преусмерили да буде антагонистичнија, јер би „прави антагониста заиста добро служио структури [серије]”. Иако је дошло до ове промене, Агата је и даље задржала особине поучавања и менторства за Максимову.[20]
- Тејона Парис као Моника Рамбо:
Ћерка пилота ваздухопловства Марије Рамбо и капетана у Сорду,[21] која се Ванди и Визији први пут представља као „Џералдин” у оквиру измишљене комедије ситуације Вандавизија.[22] Има „жилавост и способност да буде жена” у свету којим доминирају мушкарци.[8] Као дете угледала се на мајчину пријатељицу и колегиницу Карол Денверс / Капетан Марвел.[23] Почетно представљање главне списатељице Жак Шефер имало је другачији карактер у улози Рамбоове, али била је узбуђена што је користила Рамбоову када је откривено да је доступна за серију, а коизвршна продуценткиња Мери Ливанос додала је Рамбооино укључивање у серију је било откриће током развоја које је постало „заиста обогаћено у серији”.[9]‍:28 Серија приказује шта је Рамбо видела и урадила од њеног представљања у филму Капетан Марвел (2019),[24] где ју је као дете приказала Акира Акбар. Парисова је искористила Акбарин наступ као полазну тачку за себе и узела у обзир Моникине односе са мајком и Денверсовом. Шеферова је рекла да је првобитно било планирано да „Џералдин” буде откривена као Моника у заокретима, али Marvel је то покварио најавивши да ће Парисова играти Монику.[25]
- Рандал Парк као Џими Ву:
Агент ФБИ-а који ради са Сорд који је претходно био службеник за условно отпуштање Скота Ланга / Антмена.[8][26] Парк је осетио представљање Вуа користећи магију изблиза, нешто што је покушавао да усаврши у филму Антмен и Оса (2018), брзо је показао развој лика од тог филма, указујући на то да је био бољи у више ствари и да је додељен већи случајеви.[27] Парка је мађионичар научио магични трик и провео је неколико дана усавршавајући га за серију.[28]
- Кет Денингс као Дарис Луис:
Астрофизичарка који ради са Сорд која је претходно интернирала за Џејн Фостер и спријатељила се с Тором.[26][29] Враћајући се улози први пут од филма Тор: Мрачни свет (2013), Денингсова је сматрала да се Луисова не би много променила као особа, већ би била старија и мудрија након школовања да би докторирала из астрофизике. Поред тога, Денингсова је сматрала да лик има више самопоуздања сада када се сматра „шефицом” каква никада није била у филмовима.[30]
- Еван Питерс као Ралф Бонер:
Становник Вествјуа под Агатином контролом представљајући се као Вандин брат близанац Пијетро, који је убијен у филму Осветници: Ера Алтрона (2015), којег је тумачио Арон Тејлор-Џонсон.[31][32] Ово је наклоњено Петерсовој улози Питера Макимова у филмској серији Икс-мен студија 20th Century Fox.[31] Шеферова и Ливанос били су нестрпљиви да врате Пијетра у серију и одлучили су да искористе његове појмове „шта је стварно, а шта није, и наступе, и кастинг, и публика, и фандом” тако што ће лик „преправити” у себи измишљени програм Вандавизија. Шеферова је приметила да ово игра на комедији ситуације о преуређивању ликова без „велике фрке”, као и о томе да у град стигне рођак који „узнемирава породицу” и ради за комедију ситуације Вандавизија на мета нивоу.[33] Шекман је Питерса који се појавио у серији упоредио са Беном Кингслијем који је глумио Тревора Слатерија у филму Ајронмен 3 (2013), који се представља као Мандарин, што је био начин да се „играмо са очекивањима”. Шеферова је упоредила Питерсов наступ са мешавином Џеса Кетсополисом из серије Пуна кућа, Ником Муром из серије Породичне везе и Џоија Трибанија из серије Пријатељи.[34]

## Епизоде
| Бр. еп. | Наслов                                | Редитељ    | Сценариста                       | Премијера         |
| ------- | ------------------------------------- | ---------- | -------------------------------- | ----------------- |
| 1       | Снимљено уживо пре публике у студију  | Мет Шекман | Жак Шефер                        | 15. јануар 2021.  |
| 2       | Не дирајте тај бројчаник              | Мет Шекман | Гречен Ендерс                    | 15. јануар 2021.  |
| 3       | Сада у боји                           | Мет Шекман | Меган Макдонел                   | 22. јануар 2021.  |
| 4       | Прекидамо овај програм                | Мет Шекман | Бобак Есфарџани и Меган Макдонел | 29. јануар 2021.  |
| 5       | На врло посебној епизоди...           | Мет Шекман | Питер Камерон и Макензи Дор      | 5. фебруар 2021.  |
| 6       | Потпуно нови спектакл за Ноћ вештица! | Мет Шекман | Чак Хејвард и Питер Камерон      | 12. фебруар 2021. |
| 7       | Рушење четвртог зида                  | Мет Шекман | Камерон Сквирс                   | 19. фебруар 2021. |
| 8       | Гледали сте                           | Мет Шекман | Лаура Дони                       | 26. фебруар 2021. |
| 9       | Финале серије                         | Мет Шекман | Жак Шефер                        | 5. март 2021.     |

## Продукција

### Развој
До септембра 2018. године, Marvel Studios је најавио неколико серија за стриминг услугу Disney+, чије се радње одвијају око споредних ликова из филмова Марвеловог филмског универзума, који нису имали сопствене филмове, као што је Гримизна Вештица. Глумци који су тумачили ове ликове у филмовима, очекивани су да репризирају своје улоге и у серијама. Првобитно је очекивано је да ће серија имати шест до осам епизода. Продукцију серије радио је Марвел студио уместо Марвел телевизије, која је радила продукцију за остале серије у франшизи. Крајем октобра, лик Пола Бетанија, Визија, очекиван је да игра значајну улогу у серији, која ће се фокусирати на везу између Гримизне Вештице и њега. Тада се помињало да ће наслов серије бити Визија и Гримизна Вештица.
Жак Шефер је унајмљена да напише сценарио за ову серију у јануару 2019. године, која је претходно писала сценарио за филмове Капетан Марвел (2019) и Црна Удовица (2021). Тог априла Дизни и Марвел су званично најавили да ће наслов серије бити Вандавизија. Касније тог месеца, Олсенова је назначила да ће делови серије бити смештени у 1950-е. У августу Мет Шекман је најављен као режисер и да ће серија имати шест епизода. Буџет сваке епизоде износи 25 милиона долара.

### Кастинг
Са званичном најавом серије у априлу 2019. године, потврђено је да ће Олсенова и Бетани репризирати своје улоге као Максимова и Визија и у овој серију. У јулу исте године најављено је да ће Тејона Парис тумачити улогу Монике Рамбо; лика која се појавила у серијалу као дете у филму Капетан Марвел чија је радња смештена у 1995. годину. Следећег месеца, најављено је да ће Кет Денингс и Рендал Парк репризирати своје улоге као Дарси Луис и Џими Ву и да ће се у серији појавити и Кетрин Хан. Рендал Парк се придружио екипи серије након састанка са Марвелом у којем су дискутовали о Вуовој будућности у серијалу, након његовог дебитовања у филму Антмен и Оса (2018).

### Снимање
Снимање је почело у новембру 2019. године у Атланти, са Шекманом као режисером. Серија је снимана под радним називом Велики црвени, са Џесом Холом као кинематографом. Снимање је пре тога најављено за 21. септембар у Лос Анђелесу. Снимање је заустављено 14. марта 2020. године због пандемије ковида 19, а настављено је у септембру исте године у Лос Анђелесу. Продукција серије завршена је средином новембра 2020. године.

## Документарни специјал
У фебруару 2021. године, најављена је документарна серија Састављен. Серијин први специјал, Састављен: Стварање серије Вандавизија, иде иза кулиса стварања серије, а Сшаферова, Шекамн, Олсенова, Бетани, Рапова, Ханова, Парисова, Парк, Денингсова, Петерс и додатни креативци расправљају о класичним комедијама ситуације који су је инспирисали, како је екипа опонашала продукцијски процесе раних комедија ситуације и искуство снимања уживо пред публиком студија. Специјал је објављен на стриминг услузи Disney+ 12. марта 2021. године.

## Будућност
У јануару 2021. године, Шеферова је рекла да није у стању да разговара ни о каквим потенцијалним плановима за другу сезону, али је рекла да ће се серија осећати „врло комплетном”. Фајги није искључио прављење друге сезоне, али је рекао да није планирана и уместо тога указао је на филм Доктор Стрејнџ у мултиверзуму лудила као на наставак приче постављене у серији ВандаВизија. Шекман је рекао да за другу сезону „уопште” не постоје планови и да ће се направити само ако дође до одређене приче која би то оправдала.